# Gare d’Orthez
Gare d'Orthez – stacja kolejowa w Orthez, w departamencie Pireneje Atlantyckie, w regionie Nowa Akwitania, we Francji. Znajduje się na linii Tuluza-Bajonna.
Jest obsługiwana przez pociągi TER Aquitaine, Corail Lunéa, Corail Intercités i TGV.